# Bukošek
Bukošek je naselje v Občini Brežice.

## Prebivalstvo
Etnična sestava 1991:
- Slovenci: 271 (96,2%)
- Jugoslovani: 1
- Srbi: 1
- Neznano: 8 (2,8 %)
- Neopredeljeni: 1

Bukošek spada pod pokrajino Štajersko, in ne pod Dolenjsko,kot misli večina Slovencev.
Bukošek ima tudi svojo mlado desetino gasilcev, ki so zelo uspešni na tekmovanjih.Vsako leto prirejajo v vasi tradicionalno gasilsko veselico, ki poteka v sredini avgusta. Bukošek ima približno 90 hiš, in nekaj manj kot 300 prebivalcev. Vas je ena izmed največjih po površini v Sloveniji in obsega tudi del gozda Dobrava.  "